# Sten Turesson (Bielke) död 1350
Sten Turesson av ätten Bielke, död 1350, var ett svenskt riksråd, riddare och marsk. 
Sten Turesson var son till Ture Kettilsson (Bielke). Han omtalas i skriftliga handlingar första gången 1344 och var då riddare, 1348 omtalas han som riksråd. Sten Turesson följde Magnus Eriksson under hans ryska fälttåg. I april 1349 befann han sig i Reval och innehade då titeln marsk. Han avled året därpå.
Undertecknade år 1343 en gåvohandling på gården Kråkerum i Småland.
Gift ca 1345 med Ingeborg Nilsdotter (Sparre av Tofta) dotter av riddaren, riksrådet och drotset Nils Abjörnsson (Sparre).
Barn
- Sten Stensson (Bielke), väpnare 1367 och riddare 1369. Gift med Katarina Larsdotter (Örnsparre) med barn:[2]
  - Sten Stensson, levde 1387-05-31 men död som barn, före 1391-09-21.
  - Ulf Stensson, levde 1387-05-31 men död som barn, före 1391-09-21.